# Miarus
Miarus är ett släkte av skalbaggar som beskrevs av Carl Johan Schönherr 1825. Miarus ingår i familjen vivlar.

## Dottertaxa tillMiarus, i alfabetisk ordning[1][2]
- Miarus abeillei
- Miarus afer
- Miarus ajugae
- Miarus araxis
- Miarus arrogans
- Miarus balcanicus
- Miarus banaticus
- Miarus campanulae
- Miarus consuetus
- Miarus curtus
- Miarus degorsi
- Miarus dentiventris
- Miarus distinctus
- Miarus erebus
- Miarus flavus
- Miarus frigidus
- Miarus fuscopubens
- Miarus graminis
- Miarus hispidulus
- Miarus hispidus
- Miarus horni
- Miarus illini
- Miarus imitator
- Miarus italicus
- Miarus jakowlewi
- Miarus kobanzo
- Miarus linariae
- Miarus maroccanus
- Miarus mayeti
- Miarus medius
- Miarus méquignoni
- Miarus monticola
- Miarus nanus
- Miarus nasturtii
- Miarus phyteumatis
- Miarus puritanus
- Miarus rectirostris
- Miarus rotundicollis
- Miarus rufipes
- Miarus scutellaris
- Miarus stöckleini
- Miarus subfulvus
- Miarus subuniseriatus
- Miarus tristis
- Miarus ursinus
- Miarus vestitus